# Sciamanesimo in Europa
Cerca religione Sami per lo sciamanesimo sviluppatosi in Scandinavia, il quale si trova fisicamente in Europa, ma dal punto di vista culturale è parte delle tradizioni ugro-finniche dell'Asia settentrionale. 
Il primo storico a ipotizzare l'esistenza di uno sciamanesimo europeo all'interno di credenze popolari o del cristianesimo europeo fu Carlo Ginzburg, il quale aveva esaminato il culto dei Benandanti, un culto scoperto in Friuli, i cui membri entravano in uno stato di trance, nel quale credevano di scacciare le streghe per salvare le loro colture. In Corsica il fenomeno del mazzerismo è da rapportare con lo sciamanesimo.
Alcuni storici, seguendo Ginzburg, hanno identificato gli elementi sciamanici nelle accuse dei processi alle streghe della Storia moderna. Tra gli studiosi vi furono anche Eva Pocs ed Emma Wilby. Questo gruppo di autori propose ciò che è noto come "Ipotesi del culto delle streghe", sostenendo ci fosse un culto religioso continuo, che risaliva al periodo precristiano, dietro quella che è stata identificata come "stregoneria del periodo moderno".
L'idea dell'esistenza dello sciamanesimo diffuso in Antica Grecia è stata avanzata da Eric Dodds e analizzata da Michael J. Puett.